# Hütten & Paläste
Hütten & Paläste ist ein deutsches Architekturbüro, das 2005 von Nanni Grau und Frank Schönert in Berlin gegründet wurde.

## Partner
Frank Schönert studierte an der Universität der Künste Berlin (UdK) und war vor der Gründung von Hütten & Palästen Projektarchitekt bei Foster + Partners.
Nanni Grau studierte ebenfalls an der Universität der Künste Berlin (UdK) und war u. a. Mitarbeiterin bei Daniel Libeskind und Peter Eisenmann. Von 2021 bis 2024 hatte sie eine ordentliche Professur an der Hochschule München. Seit 2024 ist sie Professorin des Fachgebiets Architektur der Transformation an der Technischen Universität Berlin.

## Bauwerke

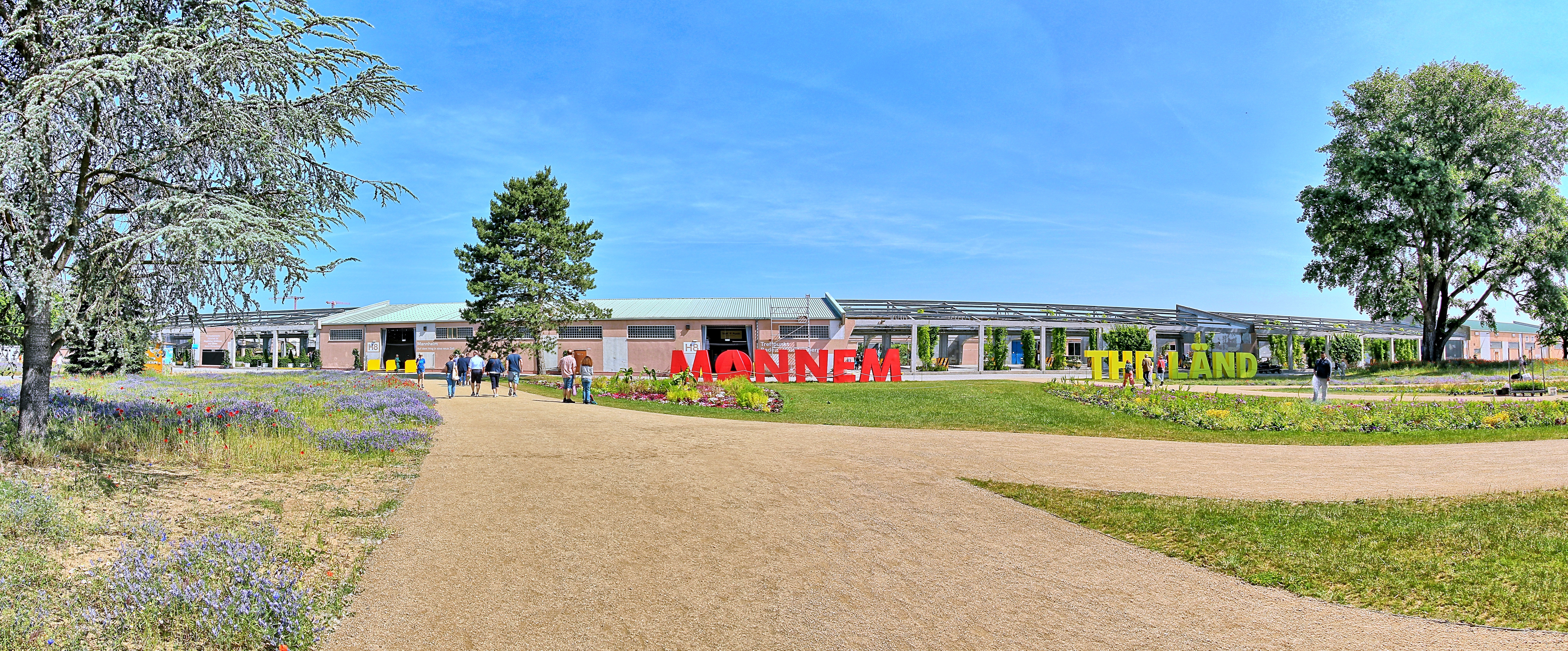
U-Halle während der BUGA 2023

Das bisherige Werk von Hütten & Palästen lässt sich in zwei Phasen einteilen. In der ersten Phase standen kleinformatige Neubauten im Mittelpunkt, in der zweiten Phase großformatige Umbauten. In beiden Phasen hat sich Hütten & Paläste von der Erkenntnis leiten lassen, dass die Nutzung von Gebäuden ein offener, niemals abgeschlossener Prozess ist. Besitzer werden ihre Gebäude aufgrund sich ändernder Erfordernisse immer wieder umbauen und umnutzen.
In der ersten Phase von 2005 bis ca. 2016 konzentrierte sich Hütten & Palästen auf den Neubau kleinformatige Objekte, wie z. B. Lauben für Kleingärten. Hütten & Paläste nutzte die Freiheiten des informellen Bauens und bezog von vornherein mit ein, dass die Gebäude von den Besitzern zukünftig regelmäßig weitergebaut werden.
Einen Übergang von der ersten zur zweiten Phase bildete die Finnhütte in Ihlow. Die Finnhütte ist ein kleinformatiges Objekt, nämlich ein kleines Freizeithaus, das aber von Hütten & Paläste nicht neu- sondern umgebaut wurde.
In der zweiten Phase seit ca. 2016 befasst sich Hütten & Palästen mit dem Umbau großformatiger Gebäude. Durch Rückbau und Ergänzungen versucht Hütten & Palästen robuste Grundstrukturen mit flexiblen Ausbaumöglichkeiten zu schaffen, die nicht nur die geplante neue Nutzung, sondern auch zukünftige Umnutzungen ermöglichen.
Zu den wichtigsten Projekten von Hütten & Paläste gehören:
- 2006: MiniLaube MiLa - Typenlaube, die in Serie gefertigt worden ist[2]
- 2012: Blaues Haus in Senzig - kleines Landhaus in Holzständerbauweise, das über eine Terrasse mit einem ochsenblutroten Bauwagen verbunden ist
- 2013: Holzmarkt Dorf in Berlin - Entwicklung des Konzepts „Hallen und Hütten“ zusammen mit Carpaneto Architekten und Urban Affairs[3]
- 2016: Finnhütte in Ihlow - Umbau einer Finnhütte, die als Typenkonstruktion vom VEB Vereinigte Bauelementewerke Hennigsdorf hergestellt und als Freizeithaus genutzt wurde
- 2021: Scheune in Prädikow - Umbau einer Traktorenscheune zu einem Veranstaltungsraum, einem Café und einem Coworking; Hütten & Paläste hat die Scheune mit zwei freistehenden Holzständerwänden in drei Raumabschnitte unterteilt, die leicht eine zukünftige anderweitige Nutzung ermöglichen[4]
- 2023: Ossietzky-Hof in Nordhausen - Sanierung zweier DDR-Plattenbauten des Typs WBS 70, bei denen die baufälligen Bestandsbalkone durch Wintergärten aus Betonfertigteilen ersetzt wurden
- 2023: Ausstellungs- und Verwaltungsräume für die neue Gesellschaft für bildende Kunst (nGbK) in Berlin - Umbau von Räumen im 1. OG eines DDR-Komplexes an der Karl-Liebknecht-Straße[5]
- 2023: U-Halle in Mannheim - Umbau eines Distributionszentrums der US-Armee (Spinelli Barracks) zu einem Multifunktionsgebäude für die Bundesgartenschau 2023  und einer anschließenden Nutzung als Stadtteilzentrum

## Preise
- 2023: der Umbau der Scheune Prädikow durch Hütten & Paläste ist Finalist für den DAM Preis für Architektur in Deutschland 2023[6]
- 2023: für die U-Halle in Mannheim erhält Hütten & Paläste den Deutschen Nachhaltigkeitspreis in der Kategorie Architektur[7]
- 2024: für die U-Halle in Mannheim wird Hütten & Paläste nominiert für den Förderpreis für Architektur der Landeshauptstadt München[8]
- 2024: für die U-Halle in Mannheim gewinnt Hütten & Paläste eine Anerkennung in der Sparte Prozess und Initiative beim Staatspreis für Baukultur Baden-Württemberg[9]